# کوپتسیه (استان اشوی‌داشکسیه)
کوپتسیه (به لهستانی: Kopcie) یک منطقهٔ مسکونی در لهستان است که در گمینا بلیژن واقع شده‌است. کوپتسیه ۱۷۲ نفر جمعیت دارد.